# Mitridàtica
La dinastia mitridàtica era una nissaga probablement d'origen aquemènida que va governar el Pont, primer una satrapia persa i després el Regne del Pont, des del començament del segle v aC fins al 47 aC. El seu membre més famós va ser Mitridates VI Eupàtor (Mitridates el Gran).
La regió del Pont formava part originàriament de la satrapia persa de Capadòcia (Katpatuka, 'País dels Cavalls Bells'). Els primers governants coneguts d'aquell territori, i membres de la dinastia, eren sàtrapes posats per l'Imperi Persa, però mantenien una certa autonomia. Els sàtrapes acostumaven a ser membres de la família reial, i per això se'ls suposa aquemènides. Fins a Mitridates II, el Pont no es va convertir en regne independent, quan Alexandre el Gran va destruir l'Imperi persa.
La dinastia persa que havia de fundar aquest regne havia governat, durant el segle iv aC, la ciutat grega de Cios a Mísia. El seu primer governant conegut va ser Mitridates de Cios. El seu fill Ariobarzanes II del Pont era també sàtrapa de Frígia. Era un important aliat d'Atenes i es va revoltar contra Artaxerxes II de Pèrsia, però va ser traït pel seu fill Mitridates II de Cios.
Mitridates II es va mantenir com a governant després de les conquestes d'Alexandre i va ser vassall d'Antígon I el borni, que va governar breument l'Àsia Menor després del Pacte de Triparadisos. Mitridates va morir assassinat per Antígon l'any 302 aC, perquè tenia la sospita que confabulava amb el seu enemic Cassandre. Antígon va planejar matar el fill de Mitridates, també anomenat Mitridates (més tard anomenat Ktistos, 'fundador'), però Demetri Poliorceta el va avisar i Mitridates va poder escapar cap a l'est amb sis genets. Mitridates va anar primer a la ciutat de Cimiata a la Cimiatene, a Paflagònia i més tard a Amasia a Capadòcia. Va governar del 302 al 266 aC, va lluitar contra Seleuc I Nicàtor i, el 281 (o 280) aC, es va declarar rei (basileus) d'un estat situat al nord de Capadòcia i a l'est de Paflagònia. Va ampliar el seu regne fins al riu Sangrios a l'oest. El seu fill Ariobarzanes va capturar Amasra el 279, un port important de la mar Negra. Mitridates també es va aliar amb els gàlates que van arribar en aquella època, i va derrotar una força enviada contra ell per Ptolemeu I Soter. Ptolemeu havia estat expandint el seu territori cap a l'Àsia Menor des del començament de la primera guerra síria contra Antíoc cap a l'any 270 aC i es va aliar amb la ciutat enemiga de Mitridates, Heraclea Pòntica.

## Sàtrapes i reis del Pont
- Artabazos, sàtrapa del Pont cap al 490 - fins al 470 aC
- fill d'Artabazos de nom desconegut, sàtrapa potser des del 470 aC - al 440 aC
- Ariobarzanes I del Pont sàtrapa del Pont vers 440 aC- vers 410 aC
- Mitridates I sàtrapa del Pont vers 410 aC-363 aC
- Ariobarzanes II del Pont sàtrapa del Pont del 363 aC - al 337 aC
- Mitridates II sàtrapa del Pont (de sobrenom Ktistos) del 337 aC al 301 aC. Es va proclamar independent vers 334 aC
- Mitridates I del Pont del 301 aC al 265 aC
- Ariobarzanes III del Pont del 265 aC al 240 aC
- Mitridates II del Pont des de circa 240 aC al 220 aC aproximadament
- Mitridates III del Pont vers 220 aC vers 185 aC
- Farnaces I del Pont del 185 a al 170 aC
- Mitridates IV del Pont Filopator Filadelf vers 170 aC vers 150 aC
- Mitridates V Evergetes vers 150 aC al 121 aC
- Mitridates VI Eupator del 121 aC al 63 aC
- Farnaces II del Pont i I del Bòsfor del 63 aC al 47 aC
- Darios del Pont, establert per Marc Antoni del 39 aC al 37 aC